# Faction Noron
Pour les articles homonymes, voir Noron.
La Faction Noron (hangeul : 노론 ; hanja : 老論 ; RR : noron) est une faction de lettrés coréens de la période Joseon. Issue de la Faction occidentale, elle s'oppose à la Faction Soron, elle aussi issue de cette faction. 

## Membres
- Song Si-yeol
- Gim Seokju (en)
- Kim Jo-sun (politician) (en)